# Reem Air
Reem Air was een Kirgizische luchtvrachtmaatschappij met haar thuisbasis in Sharjah (Verenigde Arabische Emiraten).
Sinds maart 2006 stond Reem Air op de zwarte lijst van de Europese Unie.

## Geschiedenis
Reem Air is opgericht in 2004 en staakte in 2007 haar vluchtuitvoering.

## Vloot
De vloot van Reem Air bestond in februari 2007 uit:
- 3 Iljoesjin Il-76T
- 1 Antonov AN-12BP